# Caripeta piniaria
Caripeta piniaria là một loài bướm đêm trong họ Geometridae.